# Championnats du monde de course en ligne de canoë-kayak de 2002
Navigation
Édition précédente Édition suivante
Les trente-deuxièmes championnats du monde de course en ligne de canoë-kayak se sont déroulés à Séville (Espagne) en 2002.

## Medal summary

### Hommes

#### Canoë
| Epreuve    | Or                                                                     | Temps | Argent                                                                        | Temps | Bronze                                                                                        | Temps |
| C-1 200 m  | Maxim Opalev (RUS)                                                     |       | Andrzej Jezierski (POL)                                                       |       | Christian Gille (GER)                                                                         |       |
| C-1 500 m  | Maxim Opalev (RUS)                                                     |       | György Kolonics (HUN)                                                         |       | Andreas Dittmer (GER)                                                                         |       |
| C-1 1000 m | Andreas Dittmer (GER)                                                  |       | Maxim Opalev (RUS)                                                            |       | Steve Giles (CAN)                                                                             |       |
| C-2 200 m  | Cuba Ibrahim Rojas Leobaldo Pereira                                    |       | Tchéquie Petr Fuksa Petr Netusil                                              |       | Roumanie Mikhail Vartolemei Ionel Averian                                                     |       |
| C-2 500 m  | Cuba Ibrahim Rojas Leobaldo Pereira                                    |       | Roumanie Florin Popescu Silviu Simioncencu                                    |       | Russie Sergey Ulegin Aleksandr Kostoglod                                                      |       |
| C-2 1000 m | Pologne Marcin Kobierski Michal Sliwinski                              |       | Cuba Ibrahim Rojas Leobaldo Pereira                                           |       | Canada Richard Dalton Mike Scarola                                                            |       |
| C-4 200 m  | Russie Maxim Opalev Roman Kruglyakov Sergey Ulegin Aleksandr Kostoglod |       | Tchéquie Petr Fuksa Jan Brecka Petr Procházka Kari Kozisek                    |       | Roumanie Mikhail Vartolemei Ionel Averian Mitica Pricop Petra Condrat                         |       |
| C-4 500 m  | Roumanie Mikhail Vartolemei Ionel Averian Mitica Pricop Florin Popescu |       | Russie Konstantin Fomichev Aleksandr Artemida Roman Krugylakov Andrey Kabanov |       | Pologne Daniel Jedraszsko Adam Ginter Michal Sliwinski Marcin Grzybowski                      |       |
| C-4 1000 m | Pologne Andrzej Jezierski Adam Ginter Michal Gajowink Roman Rynkiewicz |       | Canada Dimitri Joukovski Maxim Boilard Tamas Buday, Jr. Attila Buday          |       | Biélorussie Aleksandr Zhukovskiy Aleksandr Kurlandchik Aleksandr Bagdanovich Sermen Saponenko |       |

#### Kayak
| Epreuve    | Or                                                                      | Temps | Argent                                                                              | Temps | Bronze                                                            | Temps |
| K-1 200 m  | Ronald Rauhe (GER)                                                      |       | Anton Ryakhov (UZB)                                                                 |       | Roman Petrukanecas (LTU)                                          |       |
| K-1 500 m  | Nathan Baggaley (AUS)                                                   |       | Petar Merkov (BUL)                                                                  |       | Anton Ryakhov (UZB)                                               |       |
| K-1 1000 m | Eirik Veras Larsen (NOR)                                                |       | Javier Correa (ARG)                                                                 |       | Adam Seroczynski (POL)                                            |       |
| K-2 200 m  | Lituanie Alvydas Duonela Egidijus Balciunas                             |       | Pologne Marek Twardowski Adam Wysocki                                               |       | Allemagne Ronald Rauhe Tim Wieskötter                             |       |
| K-2 500 m  | Allemagne Ronald Rauhe Tim Wieskötter                                   |       | Pologne Adam Wysocki Marek Twardowski                                               |       | Hongrie Zoltán Kammerer Botond Storcz                             |       |
| K-2 1000 m | Suède Markus Oscarsson Henrik Nilsson                                   |       | Norvège Eirik Veras Larsen Nils Fjeldheim                                           |       | Hongrie Ákos Vereckei Krisztián Veréb                             |       |
| K-4 200 m  | Slovaquie Martin Chovarth Rastislav Kuzel Ladislav Belovic Juraj Liptak |       | Espagne Manuel Muñoz Jaime Acuña Aike González Oier Aizpurua                        |       | Hongrie Vince Fehérvári Robert Hegedus Gábor Horváth István Bée   |       |
| K-4 500 m  | Slovaquie Richard Riszdorfer Michal Riszdorfer Erik Vlcek Juraj Baca    |       | Biélorussie Roman Piatrushenko Aleksey Skurkovskiy Aleksey Abalmasov Vadzim Makhneu |       | Espagne Manuel Muñoz Jaime Acuña Aike González Oier Aizpurua      |       |
| K-4 1000 m | Slovaquie Richard Riszdorfer Michal Riszdorfer Erik Vlcek Juraj Baca    |       | Allemagne Mark Zabel Björn Bach Stefan Ulm Andreas Ihle                             |       | Bulgarie Petar Merkov Milko Kazanov Ivan Hristov Yordano Yordanov |       |

### Femmes

#### Kayak
| Epreuve    | Or                                                                        | Temps | Argent                                                                  | Temps | Bronze                                                                  | Temps |
| K-1 200 m  | María Teresa Portela (ESP)                                                |       | Caroline Brunet (CAN)                                                   |       | Elzbieta Urbancyzk (POL)                                                |       |
| K-1 500 m  | Katalin Kovács (HUN)                                                      |       | Caroline Brunet (CAN)                                                   |       | Josefa Idem (ITA)                                                       |       |
| K-1 1000 m | Katalin Kovács (HUN)                                                      |       | Katrin Wagner (GER)                                                     |       | Josefa Idem (ITA)                                                       |       |
| K-2 200 m  | Espagne Izaskun Aramburu Sonia Molanes                                    |       | Pologne Aneta Pastuszka Joanna Skowron                                  |       | Bulgarie Bonka Pindzeva Delyana Dacheva                                 |       |
| K-2 500 m  | Hongrie Szilvia Szabó Kinga Bota                                          |       | Allemagne Katrin Wagner Manuela Mucke                                   |       | Espagne Sonia Molanes Beatriz Manchón                                   |       |
| K-2 1000 m | Hongrie Szilvia Szabó Kinga Bota                                          |       | Allemagne Nadine Opgen-Rhein Manuela Mucke                              |       | Israël Adi Gafni Larissa Pessakhovitch                                  |       |
| K-4 200 m  | Hongrie Natasa Janics Szilvia Szabó Erzsébet Viski Tímea Paksy            |       | Espagne María Teresa Portela Sonia Molanes Beatriz Manchón Maria Garcia |       | Allemagne Katrin Wagner Anett Schuck Manuela Mucke Maike Nollen         |       |
| K-4 500 m  | Hongrie Katalin Kovács Szilvia Szabó Kinga Bota Erzsébet Viski            |       | Allemagne Katrin Wagner Anett Schuck Manuela Mucke Maike Nollen         |       | Espagne María Teresa Portela Sonia Molanes Beatriz Manchón Maria Garcia |       |
| K-4 1000 m | Pologne Aneta Pastuszka Joanna Skowron Karolina Sadalska Aneta Bialkowska |       | Chine Zhong Hongyan Fan Lina Gao Li Xu Linbei                           |       | Hongrie Tímea Paksy Katalin Moni Alexandra Xeresztesi Erzsébet Viski    |       |

## Tableau des médailles
| Rang  | Nation      | Or | Argent | Bronze | Total |
| ----- | ----------- | -- | ------ | ------ | ----- |
| 1     | Hongrie     | 6  | 1      | 4      | 11    |
| 2     | Allemagne   | 3  | 5      | 4      | 12    |
| 3     | Pologne     | 3  | 4      | 3      | 10    |
| 4     | Russie      | 3  | 2      | 1      | 6     |
| 5     | Slovaquie   | 3  | 0      | 0      | 3     |
| 6     | Espagne     | 2  | 2      | 3      | 7     |
| 7     | Cuba        | 2  | 1      | 0      | 3     |
| 8     | Roumanie    | 1  | 1      | 2      | 4     |
| 9     | Norvège     | 1  | 1      | 0      | 2     |
| 10    | Lituanie    | 1  | 0      | 1      | 2     |
| 11    | Australie   | 1  | 0      | 0      | 1     |
| 12    | Suède       | 1  | 0      | 0      | 1     |
| 13    | Canada      | 0  | 3      | 2      | 5     |
| 14    | Tchéquie    | 0  | 2      | 0      | 2     |
| 15    | Bulgarie    | 0  | 1      | 2      | 3     |
| 16    | Biélorussie | 0  | 1      | 1      | 2     |
| 17    | Ouzbékistan | 0  | 1      | 1      | 2     |
| 18    | Italie      | 0  | 0      | 2      | 2     |
| 19    | Argentine   | 0  | 1      | 0      | 1     |
| 20    | Chine       | 0  | 1      | 0      | 1     |
| 21    | Ukraine     | 0  | 1      | 0      | 1     |
| 22    | Israël      | 0  | 0      | 1      | 1     |
| Total | Total       | 27 | 27     | 27     | 81    |